# Vi nhựa

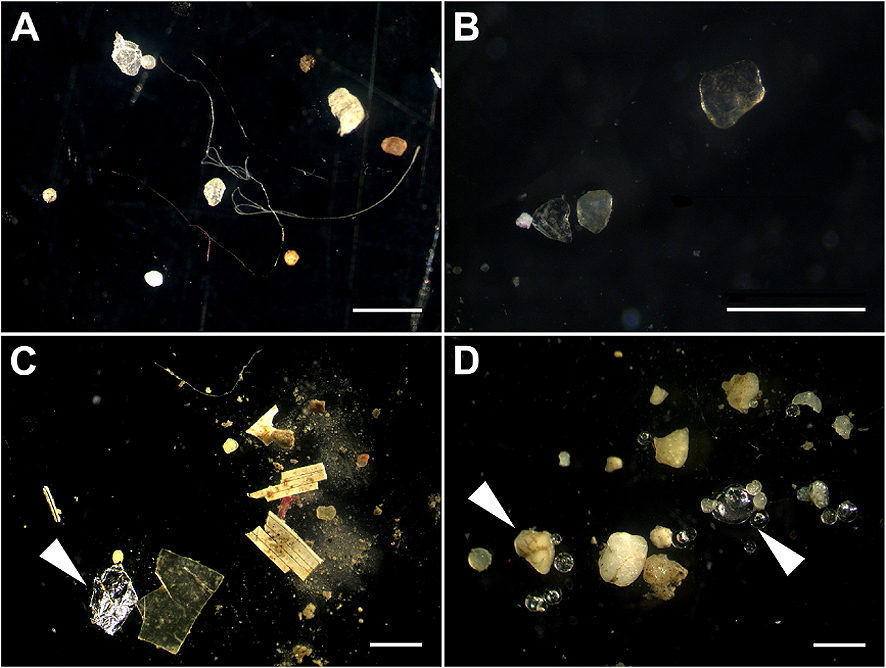
Vi nhựa trong trầm tích của bốn dòng sông ở Đức. Các đầu mũi tên màu trắng chỉ ra sự đa dạng về hình dạng của chúng. (Đường kẻ màu trắng tương đương với 1 mm.)

Vi nhựa là các mảnh nhựa có chiều dài nhỏ hơn 5 mm (0,20 in), theo định nghĩa của Cơ quan quản lý Đại dương và Khí quyển quốc gia Hoa Kỳ và Cơ quan Hóa chất châu Âu. Các nhà nghiên cứu tại Cục Bảo vệ Môi sinh Hoa Kỳ định nghĩa vi hạt nhựa là các hạt nhựa có kích thước từ 5 milimét (mm), tương đương với đầu tẩy của một cây bút chì, đến 1 nanomét (nm). Một sợi tóc có chiều ngang khoảng 80.000 nanomét.
Vi hạt nhựa gây ô nhiễm khi chúng xâm nhập vào các hệ sinh thái tự nhiên từ nhiều nguồn khác nhau, trong đó có mỹ phẩm, quần áo, hoạt động xây dựng, bao bì thực phẩm và các quá trình công nghiệp.

Thuật ngữ vi hạt nhựa được sử dụng để phân biệt chúng với các rác thải nhựa lớn hơn. Hiện có hai loại vi hạt nhựa được công nhận. vi hạt nhựa sơ cấp bao gồm bất cứ mảnh hoặc hạt nhựa nào vốn đã có kích thước từ 5,0 mm trở xuống từ trước khi chúng đi vào môi trường, bao gồm vi sợi trong quần áo, vi hạt nhựa, kim tuyến nhựa và viên nhựa. vi hạt nhựa thứ cấp có nguồn gốc từ sự phân rã của các sản phẩm nhựa lớn hơn thông qua các quá trình bào mòn tự nhiên sau khi chúng đi vào môi trường. Ví dụ cho nguồn sản sinh vi hạt nhựa thứ cấp bao gồm chai nước, túi nhựa, hộp đựng thức ăn, túi lọc trà và hao mòn lốp xe.
Cả hai loại vi hạt nhựa này đều được công nhận là tồn tại trong môi trường ở mức cao, đặc biệt là các hệ sinh thái biển và thủy sinh, nơi chúng gây ô nhiễm nước.

35% lượng vi hạt nhựa trong các đại dương có nguồn gốc từ vải và quần áo, chủ yếu từ sự hao mòn của quần áo có chất liệu polyester, acrylic hoặc nylon, thường xảy ra khi chúng được giặt. vi hạt nhựa cũng tích tụ trong không khí và các hệ sinh thái trên cạn. vi hạt nhựa trong không khí đã được phát hiện trong khí quyển, cũng như ở trong nhà và ngoài trời. 

Nhựa phân hủy rất chậm (thường trong khoảng thời gian từ hàng trăm đến hàng nghìn năm), nên vi hạt nhựa dễ xâm nhập qua đường tiêu hóa và tích tụ trong cơ thể và mô của nhiều sinh vật. Hóa chất độc hại có nguồn gốc từ cả các đại dương và dòng nước chảy trên cạn cũng có thể khuếch đại sinh học khi di chuyển trong chuỗi thức ăn. Trên cạn, vi hạt nhựa đã được chứng minh là làm giảm khả năng sinh tồn của các hệ sinh thái đất. Tính đến năm 2023, vòng đời và sự dịch chuyển của vi hạt nhựa trong môi trường vẫn chưa được hiểu rõ.
vi hạt nhựa có thể trở thành các hạt siêu vi hạt nhựa nhỏ hơn thông qua các quá trình phong hóa hóa học, phân rã cơ học, và thậm chí là cả quá trình tiêu hóa của động vật. Siêu vi hạt nhựa có kích thước nhỏ hơn 1 µm (1 micromét hay 1000 nm) và không thể nhìn thấy được bằng mắt thường.

#### Bình sữa trẻ em

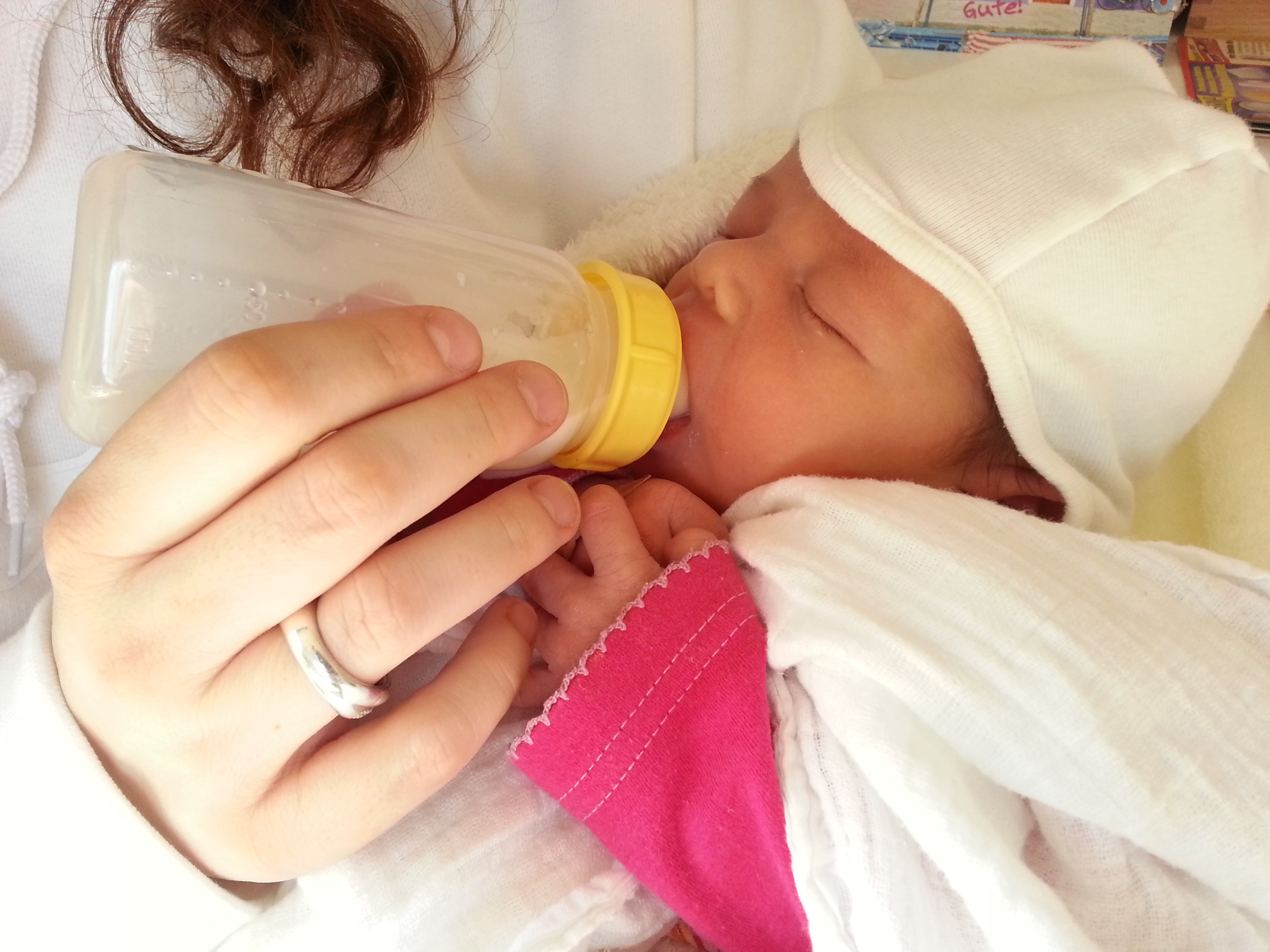
Một em bé sơ sinh uống sữa từ bình.

#### Sản phẩm nhựa dùng một lần

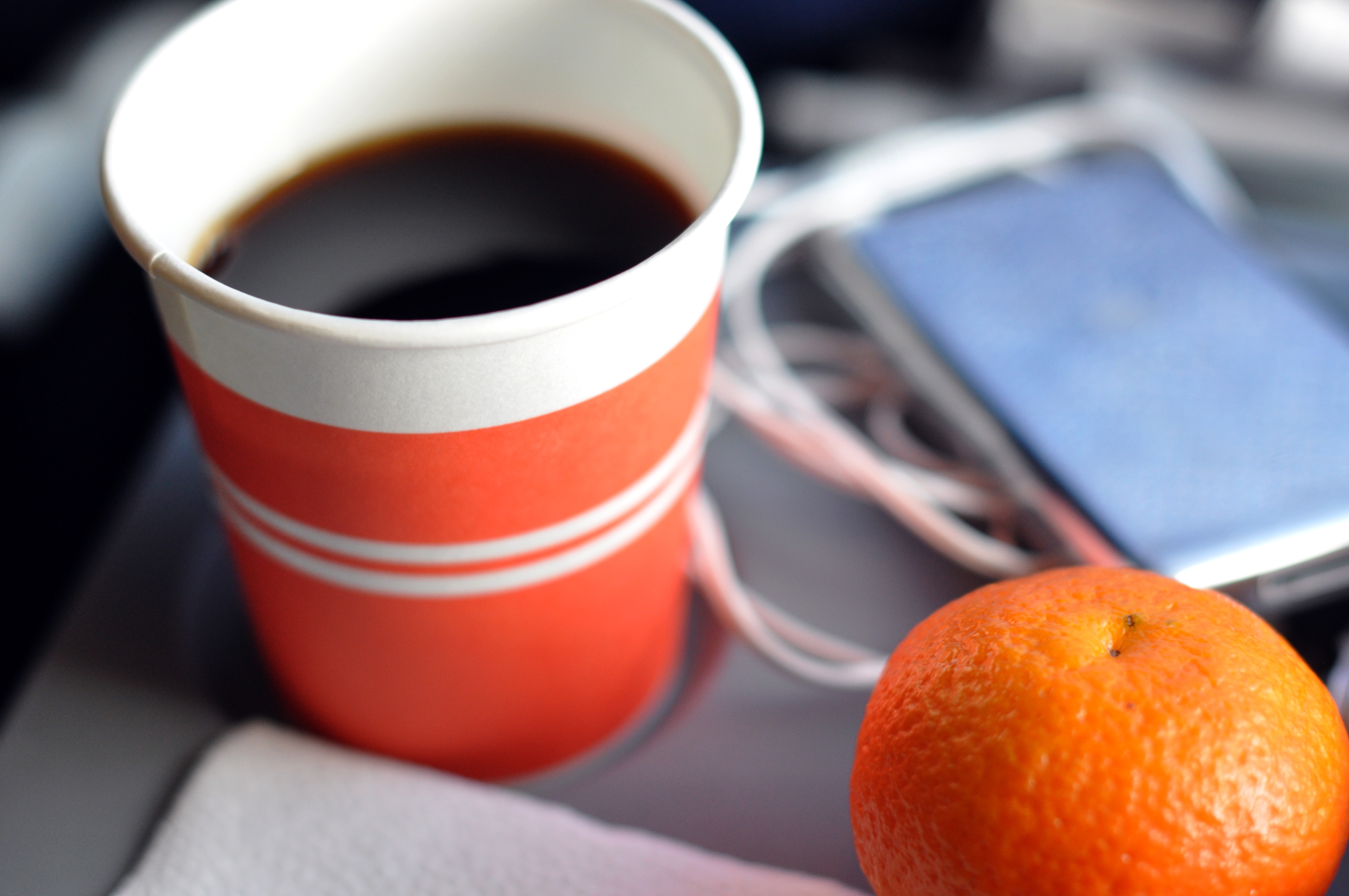
Cốc giấy đựng cà phê được tráng nhựa ở mặt trong và thải ra siêu vi hạt nhựa vào nước.

### Sinh vật biển và nước ngọt

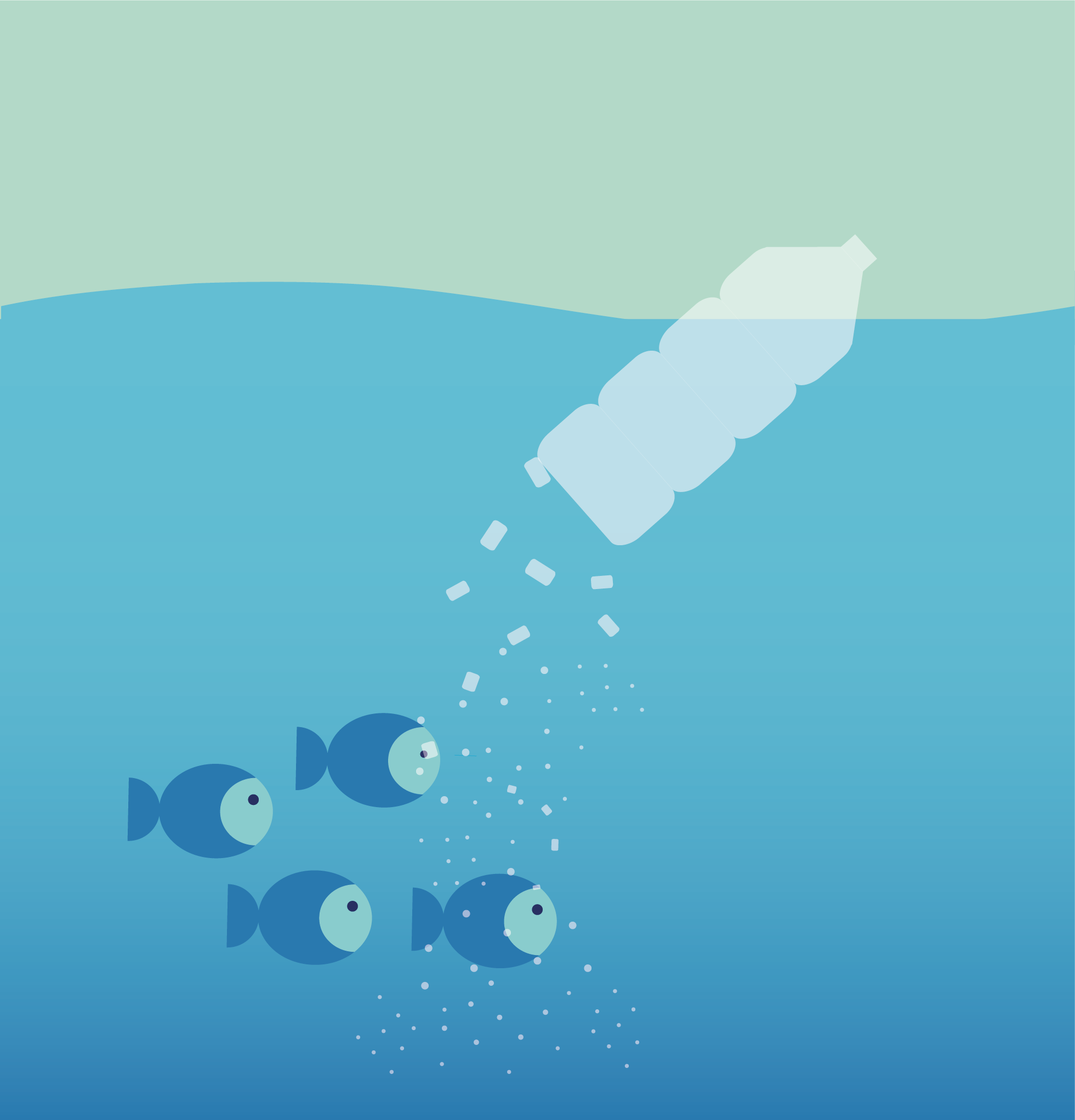
Hình minh họa cho việc các sinh vật biển tiếp xúc với vi hạt nhựa